# Carn Liath (berg i Storbritannien, Highland)
Carn Liath är ett berg i Storbritannien.   Det ligger i kommunen Highland och riksdelen Skottland, i den norra delen av landet, 700 km norr om huvudstaden London. Toppen på Carn Liath är 1 006 meter över havet, eller 82 meter över den omgivande terrängen. Bredden vid basen är 1,9 km.
Terrängen runt Carn Liath är huvudsakligen kuperad. Trakten runt Carn Liath är nära nog obefolkad, med mindre än två invånare per kvadratkilometer. Närmaste större samhälle är Invergarry, 20,0 km nordväst om Carn Liath. Trakten runt Carn Liath består i huvudsak av gräsmarker.